# La Houssaye
La Houssaye település Franciaországban, Eure megyében. Lakosainak száma 206 fő (2022. január 1.). La Houssaye La Ferrière-sur-Risle, Grosley-sur-Risle, Le Noyer-en-Ouche, Romilly-la-Puthenaye és Mesnil-en-Ouche községekkel határos.

## Népesség
A település népességének változása:
| Lakosok száma | 86   | 123  | 157  | 180  | 215  | 212  | 210  | 209  | 207  | 206  |
|               | 1968 | 1982 | 1990 | 2006 | 2013 | 2015 | 2017 | 2019 | 2020 | 2022 |